# Prix Gérard-Parizeau
 (juin 2022).
La mise en forme du texte ne suit pas les recommandations de Wikipédia : il faut le « wikifier ».
Les points d'amélioration suivants sont les cas les plus fréquents. Le détail des points à revoir est peut-être précisé sur la page de discussion.
- Les titres sont pré-formatés par le logiciel. Ils ne sont ni en capitales, ni en gras.
- Le texte ne doit pas être écrit en capitales (les noms de famille non plus), ni en gras, ni en italique, ni en « petit »…
- Le gras n'est utilisé que pour surligner le titre de l'article dans l'introduction, une seule fois.
- L'italique est rarement utilisé : mots en langue étrangère, titres d'œuvres, noms de bateaux, etc.
- Les citations ne sont pas en italique mais en corps de texte normal. Elles sont entourées par des guillemets français : « et ».
- Les listes à puces sont à éviter, des paragraphes rédigés étant largement préférés. Les tableaux sont à réserver à la présentation de données structurées (résultats, etc.).
- Les appels de note de bas de page (petits chiffres en exposant, introduits par l'outil «  Source ») sont à placer entre la fin de phrase et le point final[comme ça].
- Les liens internes (vers d'autres articles de Wikipédia) sont à choisir avec parcimonie. Créez des liens vers des articles approfondissant le sujet. Les termes génériques sans rapport avec le sujet sont à éviter, ainsi que les répétitions de liens vers un même terme.
- Les liens externes sont à placer uniquement dans une section « Liens externes », à la fin de l'article. Ces liens sont à choisir avec parcimonie suivant les règles définies. Si un lien sert de source à l'article, son insertion dans le texte est à faire par les notes de bas de page.
- La présentation des références doit suivre les conventions bibliographiques. Il est recommandé d'utiliser les modèles {{Ouvrage}}, {{Chapitre}}, {{Article}}, {{Lien web}} et/ou {{Bibliographie}}. Le mode d'édition visuel peut mettre en forme automatiquement les références.
- Insérer une infobox (cadre d'informations à droite) n'est pas obligatoire pour parachever la mise en page.

Pour une aide détaillée, merci de consulter Aide:Wikification.
Si vous pensez que ces points ont été résolus, vous pouvez retirer ce bandeau et améliorer la mise en forme d'un autre article.
 (juin 2022).
 (octobre 2024).
Le Prix Gérard-Parizeau est un prix québécois qui récompense un chercheur, un professeur ou un practicien dans les domaines de l'histoire ou de l'économie et de la gestion, en alternance. Il a été créé en 2000 par les fonds Gérard-Parizeau. Il rend hommage à Gérard Parizeau, professeur d'histoire économique à HEC Montréal, fondateur de la firme Sodarcan et figure marquante du monde de l’assurance au Québec. 
L'historique, les conférences ainsi que les informations pour l'appel de candidatures sont disponibles via le site web https://prix-gerard-parizeau.hec.ca/

## Lauréats, conférenciers/conférencières et titres des conférences
Prix 2000
- Prix remis à : Jean-Marie Poitras[2]
- Conférence : Michel Crouhy : La gestion du risque de crédit et la stabilité du système financier international (1ère conférence, série HEC Montréal, 4 avril 2000)

Prix 2001
- Prix remis à : Gérard Bouchard[3]
- Conférence : Gérard Noiriel : L'historien face aux défis du XXIe siècle. Mondialisation des échanges et crise des États-nations (2e conférence, série Université de Montréal, 20 mars 2001)[4]

Prix 2002
- Prix remis à : Georges Dionne[5]
- Conférence : Philipp Jorion : La gestion des risques après le 11 septembre 2001 (3e conférence, série HEC Montréal, 10 avril 2002)[6]

Prix 2003
- Prix remis à : Brian Young[7]
- Conférence : Alain Touraine : La globalisation : réalités, idéologies et déclin (4e conférence, série Université de Montréal, 3 avril 2003)[8]

Prix 2004
- Prix remis à : Bernard Fortin[9]
- Conférence : Claude Castonguay : Les pensions : un sujet d'inquiétude? (5e conférence, série HEC Montréal, 6 avril 2004)[10]

Prix 2005
- Prix remis à : Yves Gingras[11]
- Conférence : Fernando Henrique Cardoso : Rapports Nord-Sud dans un contexte d'équilibre en mutation (6e conférence, série Université de Montréal, 14 avril 2005)

Prix 2006
- Prix remis à : Henry Mintzberg
- Conférence : Claude Bébéar : L'investissement international et la souveraineté des États (7e conférence, série HEC Montréal, 5 avril 2006)

Prix 2007
- Prix remis à : Suzanne Rivard
- Conférence : Jacques Parizeau : Entre l'innovation et le déclin : l'économie québécoise à la croisée des chemins (8e conférence, série HEC Montréal, 11 avril 2007)

Prix 2008
- Prix remis à : Denis Vaugeois
- Conférence : Pascal Boniface : La diplomatie du pétrole (9e conférence, série Université de Montréal, 8 avril 2008)

Prix 2009
- Prix remis à : Gilbert Laporte
- Conférence : Yvan Allaire : Plaidoyer pour un nouveau capitalisme (10e conférence, série HEC Montréal, 17 septembre 2009)

2010 - (aucune remise)
Prix 2011
- Prix remis à et conférence par : Lucia Ferretti : Du « devoir de charité » au « droit à l'aide publique » : la naissance de l'État-providence au Québec (11e conférence, série Université de Montréal, 5 octobre 2011)

Prix 2012
- Prix remis à et conférence par : Edwin Bourget : Science, gestion, service public : réflexions d'un administrateur universitaire (12e conférence, série HEC Montréal, 22 mai 2012)

Prix 2013
- Prix remis à et conférence par : Denys Delâge : Héritage métis et peur de passer pour des « Sauvages » (13e conférence, série Université de Montréal, 27 novembre 2013)

Prix 2014
- Prix remis à et conférence par : Jean-Thomas Bernard : Tarification et nationalisation de l'électricité en 1962 (14e conférence, série HEC Montréal, 9 octobre 2014)

Prix 2015
- Prix remis à et conférence par : Micheline Dumont[1] : L'histoire des femmes : considérer le passé autrement (15e conférence, série Université de Montréal, 15 octobre 2015)

Prix 2016 - Concours annulé en raison du décès de Jacques Parizeau
Prix 2017
- Prix remis à et conférence par : Jacques Légaré[13] : La démographie au cours des cinquante dernières années : l'évolution de la discipline et l'analyse des changements des comportements de la société québécoise (16e conférence, série HEC Montréal, 4 octobre 2017)[14]

Prix 2018 - Colauréats (17e conférence, série Université de Montréal, 17 octobre 2018)
- Jacques Rouillard : Le syndicalisme comme source de la social-démocratie au Québec (1900-1944)
- Martin Petitclerc : Question sociale, problème politique. La pauvreté et l'histoire du Québec (1850-1940)